# Лижне двоборство на зимових Олімпійських іграх 1960
Змагання з лижного двоборства на зимових Олімпійських іграх 1960 відбулися 21-22 лютого. Розіграно один комплект нагород. У рамках змагань стрибки з трампліна відбулися на Трамплінах Піку Папус, а лижні перегони - на стадіоні Маккінні Крик (США).

## Чемпіони та призери

### Таблиця медалей
| Місце              | Країна                     | Золото | Срібло | Бронза | Загалом |
| ------------------ | -------------------------- | ------ | ------ | ------ | ------- |
| 1                  | Об'єднана німецька команда | 1      | 0      | 0      | 1       |
| 2                  | Норвегія                   | 0      | 1      | 0      | 1       |
| 3                  | СРСР                       | 0      | 0      | 1      | 1       |
| Загалом (3 збірні) | Загалом (3 збірні)         | 1      | 1      | 1      | 3       |

### Види програми
| Дисципліна             | Золото                                  | Золото | Срібло                    | Срібло | Бронза                | Бронза |
| ---------------------- | --------------------------------------- | ------ | ------------------------- | ------ | --------------------- | ------ |
| Індивідуальні змагання | Ґеорґ Тома · Об'єднана німецька команда | 457,95 | Тормод Кнутсен · Норвегія | 453,00 | Микола Гусаков · СРСР | 452,00 |

## Країни-учасниці
У змаганнях з лижного двоборства на Олімпійських іграх у Скво-Веллі взяли участь спортсмени 13-ти країн. Австралія дебютувала в цьому виді програми.
- Австралія (1)
- Австрія (1)
- Канада (2)
- Фінляндія (4)
- Об'єднана німецька команда (4)
- Італія (1)
- Японія (4)
- Норвегія (4)
- Польща (1)
- Швеція (2)
- Чехословаччина (1)
- СРСР (4)
- США (4)